# Mikoyan-Gurevich I-225
Mikoyan-Gurevich  I-225 là một mẫu máy bay trong seri "A", đây là một loạt các máy bay chiến đấu thử nghiệm của Liên Xô trong chiến tranh thế giới II.

## Lịch sử
Mặc dù, đầu năm 1944, chương trình VP chỉ giành được sự quan tâm rất nhỏ, nhưng công việc vẫn được tiếp tục trên 2 chiếc máy bay, I-224 và I-225 hay còn gọi là 4A và 5A. I-225 được lên kế hoạch sẵn để thử nghiệm trong 3 tháng trước I-224, chuyến bay đầu tiên của I-225 vào 21 tháng 7-1944. Nó được lắp động cơ Mikulin AM-42B làm mát bằng nước và trang bị một máy nén khí TK-300B trên cạnh mạn phải và cung cấp công suất 2.000 hp cho cất cánh và 1.750 trên độ cao 7.500 m. Việc làm nổi bật là cải tiến cabin chịu áp lực Shchyerbakov, tấm kính chắn đạn dày 64 mm, ghế được bọc giáp 8 mm và trang bị vũ khí gồm 4 pháo ShVAK 20 mm, I-225 được chế tạo hoàn toàn bằng kim loại. Vào 2 tháng 8-1944, I-225 đạt đến vận tốc 707 km/h trên cao 8.500m, nhưng 2 ngày sau, trong khi bay chuyến bay thứ 15 của nó, động cơ chết trên độ cao 15 m và máy bay đâm xuống đất và không thể sửa chữa, phi công không bị thương tích gì nghiêm trọng. Mẫu thứ 2 không được bay cho đến 14 tháng 3-1945 khi OKB đang ưu tiên phát triển MiG I-250, một mẫu máy bay 2 động cơ gồm 1 động cơ pít-tông và một động cơ phản lực. Trong suốt thời gian thử nghiệm tiếp theo, I-225-02 với động cơ Mikulin AM-42FB giống như AM-42B, đạt đến tốc độ 726 km/h, lúc đó, nó được tin tưởng rằng đó là vận tốc nhanh nhất mà động cơ pít-tông trên máy bay chiến đấu Liên Xô đạt được. Tuy nhiên, vận tốc nhanh nhất lại thuộc về động cơ Klimov M-105 trên Yak-3M.

## Thông số kỹ thuật (I-225)

### Đặc điểm riêng
- Phi đoàn: 1
- Chiều dài: 9.60 m
- Sải cánh: 11.00 m
- Chiều cao: 3.70 m
- Diện tích cánh: 20.38 m²
- Trọng lượng rỗng: 3.010 kg
- Trọng lượng cất cánh: 3.900 kg
- Động cơ: 1x Mikulin AM-42B công suất 2.000 hp

### Hiệu suất bay
- Vận tốc cực đại: 726 km/h
- Tầm bay: 1.300 km
- Trần bay: 12.600 m

### Vũ khí
- 4x pháo ShVAK 20 mm

## Nội dung liên quan
MiG I-231 - MiG I-222 - MiG I-224 - MiG I-225 - MiG I-250 - MiG-8 - MiG I-270